# Auritha Tabajara
Auritha Tabajara (Ipueiras, Ceará,1980) é uma escritora brasileira, poeta e contadora de histórias, conhecida por ser a primeira cordelista indígena do  Brasil. O seu livro Magistério Indígena em Verso e Poesia foi considerado como de leitura obrigatória nas escolas públicas pelo Estado do Ceará.

## Percurso
Auritha Tabajara (nome ancestral), registada oficialmente como Francisca Aurilene Gomes, nasceu no interior do Ceará na aldeia indígena de Ipueiras, do povo Tabajaras em 1980.
Aprendeu a ler com 6 anos e começou a escrever em rima as histórias contadas pela avó Francisca Gomes. 
Mais tarde, mudou-se para São Paulo, a 370 km da aldeia onde nascera. Lá onde passa a fazer parte do Conselho de Povos Indígenas da Cidade de São Paulo. Lá começou a estudar para entrar na Pontifícia Universidade Católica de São Paulo mas desistiu ao ser vitima de racismo.
Dedica-se à escrita e torna-se a primeira indígena a ser reconhecida como cordelista.
Nas suas obras, sempre em rima e em estilo cordel, fala sobre a história do povo Tabajara, a posição da mulher dentro das comunidades, como é viver numa grande cidade, o estar longe de casa, entre outros temas.

## Obra
Para além de vários cordéis publicados em antologias indígenas, é autora autora dos livros:
- Magistério Indígena em versos e poesia (2007)[10]
- Toda luta, a história e a tradição de um povo (2010)[4]

- Coração na aldeia, pés no mundo (2019)[11][12][7][13][14]

Para além de escritora, Auritha realizou em 2020 o documentário A Mulher sem chão.

## Reconhecimento e Prémios
A Secretaria de Educação do Ceará (Brasil), editou e colocou o seu livro primeiro livro, intitulado Magistério Indígena em Verso e Poesia, na lista de leituras obrigatórias nas escolas públicas.
A publicação do seu folheto Toda luta e história de um povo foi apoiada pela Secretaria de Cultura de Fortaleza.
A rede Visibilidade Indígena colocou-a entre as 25 mulheres escritoras indígenas que devem ser conhecidas.
Auritha encontra-se entre os autores indígenas utilizados por Heliene Rosa da Costa para fundamentar a sua  tese, intitulada Identidades e ancestralidades das mulheres indígenas na poética de Eliane Potiguara.